# Іньїго Ортіс де Ретес

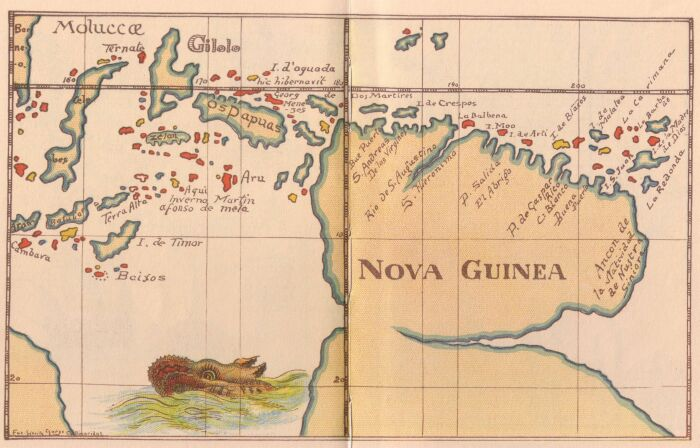
Молуккські острови та Нова Гвінея на іспансько/португальській мапі, біля 1600 року.

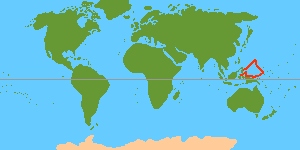
Експедиція Ортіса де Ретеса, 1545 рік.

Іньїго Ортіс де Ретес (ісп. Íñigo Ortiz de Retes) (* Алава) — іспанський мореплавець XVI століття. Один з перших дослідників тихоокеанських островів.

## Біографія
1544 року Ортіс де Ретес досяг Молуккських островів з експедицією Лопеса де Вільялобоса (ісп. Ruy López de Villalobos), який перетнув Тихий океан від Нової Іспанії з метою встановлення нових комерційних зв'язків з Ост-Індією.
16 травня 1545 року в складі команди судна «Сан-Хуан» покинув порт Тідоре щоб повернутися в Нову Іспанію, але за іншим маршрутом, тим яким безуспішно намагався скористатися Бернардо де ла Торре (ісп. Bernardo de la Torre). Під час плавання побачили кілька островів, яким він дав назву. Потім на північному узбережжі найбільшого острова, вздовж якого пливли протягом чотирьох днів, висадились 20 червня недалеко від гирла річки, названої Сан-Августін, яка ототожнюється з річкою Мамберамо, де розбив табір. Оголосив приналежність цієї території до іспанської корони.
Ортіс де Ретес не був першим європейцем, що відвідав ці землі, але саме він дав острову назву, яка закріпилася та залишається донині — Нова Гвінея (ісп. Nueva Guinea). Назва була надана, у зв'язку з тим, що він побачив подібність між мешканцями острова й Гвінейського узбережжя Західної Африки.
Продовживши плавання, виявили численні острови, але 27 серпня вирішили, що повинні повертатися. Врешті-решт через три з половиною місяці після початку плавання «Сан-Хуан» повернувся до Тідоре, порту відправлення.